# Šifrirni urad
Šifrirni urad [šifrírni urád] (poljsko Biuro Szyfrów [ˈbʲurɔ ˈʂɨfruf] (), kratica BS) je bila medvojna enota 2. oddelka poljskega generalštaba, zadolžena za elektronsko obveščevalno dejavnost (SIGINT) ter kriptografijo (uporaba šifer in kod) in kriptoanalizo (preučevanje šifer in kod z namenom »razbijanja«).
Predhodnik agencije, ki je kasneje postal Šifrirni urad, je bil ustanovljen maja 1919 med poljsko-sovjetsko vojno (1919–1921) in je igral ključno vlogo pri zagotavljanju preživetja in zmage Poljske v tej vojni.
Sredi leta 1931 je bil z združitvijo že obstoječih agencij ustanovljen Šifrirni urad. Decembra 1932 je urad začel razbijati šifre nemške šifrirne naprave Enigma. V naslednjih sedmih letih so poljski kriptologi premagali vse večjo strukturno in operativno zapletenost Enigme, opremljene s stikalno ploščo. Urad je razbil tudi sovjetsko kriptografijo.
Pet tednov pred izbruhom druge svetovne vojne, 25. in 26. julija 1939, je poljski Šifrirni urad v Varšavi razkril svoje tehnike in opremo za dešifriranje Enigme predstavnikom francoske in britanske vojaške obveščevalne službe, ki do takrat niso dosegli vidnejšega napredka proti Enigmi. Ta poljski prenos obveščevalnih podatkov in tehnologije je zaveznikom dal prednost brez primere (operacija Ultra) pri njihovi zmagi v drugi svetovni vojni.

## Ozadje
8. maja 1919 je poročnik Józef Serafin Stanslicki ustanovil »Šifrirno sekcijo« (Sekcja Szyfrów) poljske vojske, predhodnik »Šifrirnega urada« (Biuro Szyfrów). Šifrirna sekcija je poročala poljskemu generalštabu in je znatno prispevala k obrambi Poljske s silami Józefa Piłsudskega med poljsko-sovjetsko vojno 1919–1921, s čimer je pomagala ohraniti neodvisnost Poljske, nedavno ponovno pridobljeno po prvi svetovni vojni. Področje dela Šifrirne sekcije je vključevalo tako šifre kot kode. V poljščini se izraz »šifra« (szyfr) ohlapno nanaša na ti dve glavni kategoriji kriptografije.
Med poljsko-sovjetsko vojno (1919–1921) je precejšen kader poljskih kriptologov, med katerimi so bili vojaški poročnik Jan Kowalewski in trije svetovno znani profesorji matematike – Stefan Mazurkiewicz, Wacław Franciszek Sierpiński in Stanisław Leśniewski – razbil približno sto ruskih šifer. Štabi ruske vojske so še vedno sledili istim katastrofalno slabo discipliniranim signalnovarnostnim postopkom kot štabi imperialne vojske med prvo svetovno vojno, v odločilno prednost svojega nemškega sovražnika. Posledično so med poljsko-sovjetsko vojno ruske signalne postaje same obveščale poljsko vojsko o premikih ruskih sil ter njihovih namerah in operativnih ukazih.
Po besedah poljskega polkovnika Mieczysława Wyżeł-Ścieżyńskega sovjetski štabi
se niso niti najmanj obotavljali glede pošiljanja kateregakoli in vseh sporočil operativne narave s pomočjo radiotelegrafije – med vojno so bila obdobja, ko za namene operativne komunikacije in za namene poveljevanja s strani višjih štabov niso uporabili nobenega drugega komunikacijskega sredstva, sporočila so se prenašala bodisi v celoti »jasno« (golo besedilo) bodisi šifrirana s pomočjo takega neverjetno nezapletenega sistema, da je bilo za naše usposobljene strokovnjake branje sporočil otročje lahko. Enako je veljalo za klepetanje osebja na radiotelegrafskih postajah, kjer je bila disciplina katastrofalno ohlapna.:16–17
Samo v ključnem mesecu avgustu 1920 so poljski kriptologi dešifrirali 410 signalov:
- od sovjetskega generala Mihaila Tuhačevskega, poveljnika severne fronte
- od Leva Trockega, sovjetskega vojnega komisarja
- od poveljnikov armad, na primer:
  - poveljnika 4. armade Jevgenija Sergejeva
  - poveljnika 1. konjeniške armade Semjona Budjonija
  - poveljnika 3. konjeniškega korpusa Hajka Bžiškjana
- iz štabov 12., 15. in 16. armade
- od osebja:
  - Mozirske skupine (imenovane po beloruskem mestu)
  - Zoločivske skupine (po ukrajinskem mestu)
  - Jakirske skupine (po generalu Ionu Jakirju)
- iz 2., 4., 7., 10., 11., 12., 16., 17., 18., 24., 27., 41., 44., 45., 53., 54., 58. in 60. pehotne divizije.
- iz 8. konjeniške divizije

itn.:19
Prestregla sporočila so praviloma dešifrirali še isti dan ali najpozneje naslednji dan in jih takoj poslali 2. (obveščevalni) in operativni sekciji poljskega generalštaba. Pomembnejše signale je v celoti prebral načelnik generalštaba, nekatere celo vrhovni poveljnik, maršal Józef Piłsudski.:19–20 Prestrezanje in branje signalov je poljski obveščevalni službi zagotovilo celotne ruske operativne ukaze. Poljaki so lahko spremljali celotno operacijo Budjonijeve konjeniške armade v drugi polovici avgusta 1920 z neverjetno točnostjo, samo s spremljanjem njegove radiotelegrafske korespondence s Tuhačevskim, vključno s slavnim in zgodovinskim spopadom med obema ruskima poveljnikoma.:25
Prestregla sporočila so vključevala celo ukaz Trockega revolucionarnemu vojnemu svetu zahodne fronte, ki je potrdil operativne ukaze Tuhačevskega in jim tako podelil avtoriteto vrhovnega poveljnika sovjetskih oboroženih sil.:25–26 Celoten operativni ukaz Tuhačevskega Budjoniju je bil prestrežen 19. avgusta in prebran 20. avgusta, v njem so bile navedene naloge vseh vojsk Tuhačevskega, od katerih je bilo prej znano le malo.:26
Wyżeł-Ścieżyński domneva, da so tudi Sovjeti morali prestreči poljske operativne signale; vendar dvomi, da bi jim to kaj koristilo, saj je poljska kriptografija »stala v koraku z moderno kriptografijo« in ker je bilo le malo poljskih višjih štabov opremljenih z radijskimi postajami, ki jih je zelo primanjkovalo. In končno, poljski štab je bil previdnejši od ruskega in skoraj vsaka poljska divizija je uporabljala stacionarno linijo.:26
Poljski kriptologi so uživali velikodušno podporo pod poveljstvom polkovnika Tadeusza Schaetzla, načelnika 2. sekcije (obveščevalne službe) poljskega generalštaba. Delali so na varšavski radijski postaji WAR, enem od dveh tedanjih poljskih radijskih oddajnikov dolgega dosega. Delo poljskih kriptologov je med drugim vodilo do odkritja velike vrzeli na levem krilu Rdeče armade, kar je poljskemu maršalu Józefu Piłsudskemu omogočilo, da je med bitko za Varšavo avgusta 1920 v to vrzel zabil zmagovalni klin.:26
Odkritje arhivov Šifrirnega urada, desetletja po poljsko-sovjetski vojni, je potrdilo trditev Wyżeł-Ścieżyńskega
da je ... radijska obveščevalna ... [poljskemu vrhovnemu poveljniku Józefu Piłsudskemu] v letih 1919–1920 ... zagotovila najpopolnejše in ... aktualne obveščevalne podatke o vseh vidikih delovanja Rdeče armade, zlasti enot, ki so delovale na protipoljski fronti, da je bila radijskoobveščevalna služba tista, ki je v veliki meri določala potek vseh ... vojaških operacij Poljske leta 1920 – od januarskih bojev pri Ovruču do marčne operacije proti Mozirju in Kijevu, aprilske operacije v Ukrajini, bitk s 1. in 2. ofenzivo Tuhačevskega v Belorusiji, bitk z Budjonijevo konjeniško armado, bitke za Brodi, do bitk za Varšavo, Lvov in Nemen.:26

## Šifrirni urad
Sredi leta 1931 je bil pri poljskem generalštabu z združitvijo Radijskoobveščevalnega oddelka (Referat Radiowywiadu) in poljskega Kriptografskega oddelka (Referat Szyfrów Własnych) ustanovljen Šifrirni urad.:23, opomba 6 Urad je bil zadolžen tako za kriptografijo – ustvarjanje in nadzor uporabe šifer in kod – kot za kriptologijo – preučevanje šifer in kod, zlasti z namenom njihovega razbijanja.:212
Med letoma 1932 in 1936 je Šifrirni urad prevzel dodatne odgovornosti, vključno z radijsko komunikacijo med vojaškimi obveščevalnimi postajami na Poljskem in v tujini, pa tudi radijsko protiobveščevalno dejavnost – mobilne postaje za iskanje smeri in prestrezanje za lociranje in analizo prometa vohunov ter oddajnikov pete kolone, ki so delovali na Poljskem.:23, opomba 6

## Zalezovanje Enigme
Konec leta 1927 ali v začetku leta 1928 je na varšavski carinski urad iz Nemčije prispel paket, ki naj bi po spremni deklaraciji vseboval radijsko opremo. Predstavnik nemškega podjetja je odločno zahteval, da se paket vrne v Nemčijo še pred carino, saj je bil pomotoma poslan skupaj z drugo opremo. Njegove vztrajne zahteve so opozorile carinike, da so obvestili Šifrirni urad poljskega generalštaba, ki se je močno zanimal za nov razvoj radijske tehnike. Ker je bila sobota popoldne, so imeli strokovnjaki urada dovolj časa, da zadevo preučijo. Previdno so odprli škatlo in ugotovili, da v resnici ni radijska oprema, temveč šifrirnik. Natančno so pregledali stroj, nato pa ga dali nazaj v škatlo.:246–247
Vodilni kriptoanalitik Enigme pri uradu Marian Rejewski je komentiral, da se lahko ugiba, da je šifrirni stroj komercialni model Enigme, saj tedaj vojaški model še ni bil izdelan. »Zato ta nepomembna epizoda ni imela praktičnega pomena, čeprav določa datum, ko se je začelo zanimanje Šifrirnega urada za napravo Enigma« – ki se je na začetku manifestiral v povsem zakoniti pridobitvi enega samega komercialnega modela Enigme.:246–247
15. julija 1928 so nemške vojaške radijske postaje začele oddajati prva nemška strojno šifrirana sporočila. Poljske opazovalne postaje so jih začele prestrezati in kriptologom v Nemškem oddelku poljskega Šifrirnega urada je bilo naročeno, naj jih poskusijo prebrati. Vendar je bil trud neuspešen in so ga na koncu opustili. O trudu je ostalo zelo malo dokazov v obliki nekaj gosto popisanih listov papirja in komercialnega modela naprave Enigma.:246–247 15. januarja 1929 je major Gwido Langer, potem ko je bil načelnik štaba 1. pehotne divizije legij, postal načelnik Radijskoobveščevalnega oddelka in nato Šifrirnega urada.:23, opomba 6 Namestnik načelnika Urada in vodja Nemškega oddelka (BS-4) je bil stotnik Maksymilian Ciężki.
Leta 1929, ko je predhodnico Šifrirnega urada še vodil major Franciszek Pokorny (sorodnik izjemnega kriptologa Avstro-ogrske vojske iz prve svetovne vojne, stotnika Hermanna Pokornyja:246–247), so Ciężki, Franciszek Pokorny in civilni sodelavec biroja, Antoni Palluth, izvedli skrivni tečaj kriptologije na Univerzi v Poznanju za izbrane študente matematike. Med njimi je bil tudi Marian Rejewski. Med drugo svetovno vojno več kot deset let kasneje je med nastanitvijo v Franciji ugotovil, da je bil celoten predmet osnovan na knjigi francoskega generala Marcela Givièrgeja Tečaj kriptografije (Cours de cryptographie), objavljene leta 1925.:230–231
Septembra 1932 je Maksymilian Ciężki kot člane urada zaposlil tri mlade diplomante tečaja v Poznanju: Mariana Rejewskega, Jerzyja Witolda Różyckega in Henryka Zygalskega.:230–231

## Uspehi in padci
Leta 1926 je nemška vojna mornarica sprejela kot svojo vrhunsko kriptografsko napravo spremenjeno civilno napravo Enigma; leta 1928 je temu sledila nemška kopenska vojska.:xiii Kompleksnost sistema se je močno povečala leta 1930 z uvedbo nadzorne plošče (Steckerbrett), čeprav je bilo v uporabi le šest povezovalnih vodnikov. Decembra 1932 je Marian Rejewski dosegel, kar zgodovinar kriptografije David Kahn opisuje kot enega največjih napredkov v zgodovini kriptologije, z uporabo čiste matematike – teorije permutacij in grup – za razbijanje šifer naprav Enigma nemških oboroženih sil.: 974:234–236 Rejewski je izdelal natančne medsebojne povezave rotorjev Enigme in reflektorja, potem ko je urad od stotnika francoske vojaške obveščevalne službe Gustava Bertranda prejel dva nemška dokumenta in dve strani dnevnih ključev Enigme (za september in oktober tistega leta).:256 Te je pridobil francoski vojaški obveščevalni agent, Nemec s kodnim imenom Rex, od agenta, ki je delal v nemškem uradu za šifriranje v Berlinu, Hans-Thila Schmidta, ki so ga Francozi poimenovali Asché.:258–259
Potem ko je Rejewski izdelal logično strukturo vojaške Enigme, je poljski Šifrirni urad naročil radijski družbi AVA, katere solastnik je bil Antoni Palluth, da izdela replike (»dvojnike«) Enigme po specifikacijah Rejewskega.:25 Njegova metoda dešifriranja sporočil Enigme je izkoristila dve slabosti nemških operativnih postopkov. Uporabila je, kar je Rejewski imenoval »značilnosti«, ki so bile neodvisne od priključkov nadzorne plošče. To je vključevalo sestavljanje kartičnega kataloga določenih funkcij nabora nastavitev indikatorja.
Nemci so povečali težavnost dešifriranja sporočil Enigma tako, da so zmanjšali interval med spremembami v vrstnem redu rotorjev, najprej februarja 1936 s četrtletnega na mesečnega, nato pa oktobra istega leta na dnevnega. Takrat so povečali tudi število priključkov nadzorne plošče iz šest na število, ki se je gibalo med pet in osem. Zaradi tega je Uradova metoda žara postala veliko manj enostavna, saj se je zanašala na 'nepokrite' pare črk.:242 Nemška mornarica je bila bolj osveščena glede varnosti kot kopenska vojska in vojno letalstvo, zato je maja 1937 uvedla nov, veliko varnejši indikatorski postopek, ki je ostal nerazbit več let.
Naslednji zaplet se je zgodil novembra 1937, ko so premešalnikov reflektor spremenili v reflektor z drugačnimi medsebojnimi povezavami (znan kot Umkehrwalze-B). Rejewski je izdelal napeljavo v novem reflektorju, vendar je bilo treba katalog karakteristik sestaviti na novo, spet z uporabo »ciklometra« Rejewskega, ki ga je po njegovih specifikacijah izdelala radijska družba AVA.:264
Januarja 1938 je polkovnik Stefan Mayer odredil zbiranje statistike za obdobje dveh tednov, v kateri so primerjali število rešenih sporočil Enigme s prestrezanjem Enigme. Razmerje je doseglo 75 odstotkov. »In tudi ne«, je komentiral Marian Rejewski, »je bilo tistih 75 odstotkov ... meja naših možnosti. Z nekoliko povečanim osebjem bi lahko dosegli približno 90 odstotkov ... prebranih. Toda določena količina šifrirnega materiala ... zaradi napačnega prenosa ali ... sprejema ali zaradi različnih drugih vzrokov vedno ostane neprebrana«.:265 Zdi se, da so bile informacije, pridobljene z dešifriranjem Enigme, usmerjene iz B.S.-4 predvsem v 2. sekcijo (obveščevalne službe) Nemškega urada generalštaba. Tam ga je od jeseni 1935 do sredine aprila 1939 pripravljal major Jan Leśniak, ki je aprila 1939 Nemški urad predal drugemu častniku in sam ustanovil Situacijski urad, namenjen vojni službi. Situacijski urad je vodil do invazije na Poljsko leta 1939 in med njo.:58, 64–66
Sistem vnaprej določene nastavitve indikatorja za dan za vse operaterje Enigme v danem omrežju, od katerega je bila odvisna metoda karakteristik, so spremenili 15. septembra 1938. Edina izjema pri tem je bilo omrežje, ki ga je uporabljala Sicherheitsdienst (SD ) – obveščevalna agencija SS in Nacistične stranke – ki je spremembo izvedla šele 1. julija 1939. Operaterji so zdaj izbrali lastno nastavitev indikatorja. Nezanesljiv postopek dvakratnega pošiljanja ključa šifriranega sporočila pa je ostal v uporabi in so ga hitro izkoristili. Henryk Zygalski je razvil ročno metodo, ki je uporabila 26 perforiranih listov, Marian Rejewski pa je radijski družbi AVA naročil izdelavo bombe kryptologiczne (kriptološke bombe).:53, 212
Tako metoda listov Zygalskega kot vsaka bomba sta delovali samo za eno naročilo rotorja premešalnika, tako da je bilo izdelanih šest kompletov listov Zygalskega in šest bomb. Vendar pa so Nemci 15. decembra 1938 uvedli dva nova rotorja, ki sta dala na izbiro tri od petih rotorjev za sestavljanje v naprave na določen dan. To je povečalo število možnih redov rotorja s 6 na 60. Urad je nato lahko prebral le majhno število sporočil, ki niso uporabljala nobenega od dveh novih rotorjev. Niso imeli sredstev za izdelavo še 54 bomb ali 54 kompletov listov Zygalskega. Na srečo pa je dejstvo, da je omrežje SD še vedno uporabljalo staro metodo enake nastavitve indikatorja za vsa sporočila, omogočilo Rejewskemu, da je ponovno uporabil svojo prejšnjo metodo dela ožičenja znotraj teh rotorjev.:39–40 Te informacije so bile bistvenega pomena za izdelavo celotnega nabora listov Zygalskega, ki je januarja 1940 omogočil ponovni začetek obsežnega dešifriranja. 1. januarja 1939 so Nemci naredili vojaško Enigmo še težjo za razbijanje, tako da so povečali število priključkov nadzorne plošče s pet in osem, do med sedem in deset.:242
Ko je 1. septembra 1939 izbruhnila druga svetovna vojna, so Leśniak in njegovi sodelavci dve ali tri leta intenzivno delali na vzpostavitvi nemškega bojnega razporeda in ga uspeli izdelati v skoraj 95 odstotkih. Nemški napad na Poljsko za poljski generalštab ni bil presenečenje. Rezultati, do katerih so prišle poljske obveščevalne službe, so po besedah Leśniaka »absolutno presegli tisto, kar bi bilo običajno mogoče.«:66

## Kabatijski gozd
Do leta 1937 je bil Nemški oddelek Šifrirnega urada, BS-4, nastanjen v stavbi poljskega generalštaba – veličastni »Saški palači« iz 18. stoletja – v Varšavi. Tistega leta se je BS-4 preselil v posebej zgrajene nove objekte v Kabatijskem gozdu blizu Pirija, južno od Varšave. Tam so bile delovne razmere neprimerljivo boljše kot v utesnjenih prostorih generalštabne stavbe.:43
Potezo so narekovale tudi varnostne zahteve. Nemška Abwehr je ves čas iskala morebitne izdajalce med vojaškimi in civilnimi delavci v stavbi generalštaba. Sprehajajoči se agenti, tudi če niso imeli dostopa do stavbe osebja, so lahko opazovali osebje, ki je vstopalo in izstopalo, ter jih fotografirali s skritimi miniaturnimi fotoaparati. Letne obveščevalne naloge Abwehra za nemške agente v Varšavi so dajale prednost zagotavljanju obveščevalcev v poljskem generalštabu.:43

## Darilo zaveznikom
25. in 26. julija 1939 so se ob bližajoči se vojni v Kabatijskem gozdu pri Piriju na ukaz poljskega generalštaba srečali načelnik Šifrirnega urada, podpolkovnik Gwido Langer in major Maksymilian Ciężki, trije civilni matematiki-kriptologi in polkovnik Stefan Mayer, vodja obveščevalne službe. Na srečanju so kriptoanalitičnim predstavnikom Francije in Združenega kraljestva razkrili, kako so Poljaki uspeli razbiti šifrirni stroj Enigma. Zavezali so se, da bodo vsaki državi dali poljsko rekonstruiran stroj Enigma ter podrobnosti o orodjih, ki so jih razvili, vključno z listi Zygalskega in kriptološko bombo Rejewskega.:59 Britanci so v zameno obljubili, da bodo izdelali dva celotna kompleta listov Zygalskega za vseh 60 možnih redov kolutov.:55 Francoski kontingent sta sestavljala major Gustave Bertrand, vodja francoske radijsko obveščevalne in kriptološke službe, ter stotnik Henri Braquenié iz štaba francoskega vojnega letalstva. Britance pa so zastopali kapitan bojne ladje Alastair Denniston, vodja britanske Vladne šole za kodiranje in šifriranje, Dilly Knox, glavni britanski kriptoanalitik:236 in kapitan bojne ladje Humphrey Sandwith, vodja postaj za prestrezanje in določanje smeri Kraljeve vojne mornarice.
Konec leta 1932 je Rejewski med delom na rekonstrukciji nemškega šifrirnega stroja Enigma rešil ključno uganko, povezovanje črk abecede v vhodnem bobnu stroja. Predvideval je, da bi lahko črke bile povezane v preprostem abecednem vrstnem redu. Na tristranskem srečanju – naj bi Rejewski kasneje povedal – »je bilo prvo vprašanje, ki ga je ... zastavil Dillwyn Knox: 'Kakšne so povezave v vhodnem bobnu?'« Knox je bil osupel, ko je izvedel, da je rešitev tako preprosta.:257
Pet tednov pred izbruhom druge svetovne vojne so Poljaki svojim zaveznikom, Franciji in Veliki Britaniji, podarili ključno znanje za dešifriranje Enigme. Nekdanji matematik in kriptolog iz Bletchley Parka Gordon Welchman je kasneje zapisal: »Ultra ne bi nikoli zaživela, če ne bi od Poljakov pravočasno izvedeli podrobnosti tako o nemški vojaški ... napravi Enigma kot o operativnih postopkih, ki so bili v uporabi.« Vrhovni poveljnik zavezniških sil Dwight David Eisenhower je ob koncu vojne opisal obveščevalne podatke iz Bletchley Parka kot »zame neprecenljive vrednosti. To je mojo nalogo kot poveljnika izjemno poenostavilo.« Eisenhower se je zahvalil za ta »odločilni prispevek k zavezniškim vojnim prizadevanjem.«
Največji strah britanskega premierja Winstona Churchilla v času vojne, tudi po tem, ko je Hitler prekinil operacijo Morski lev in napadel Sovjetsko zvezo, je bil, da bo nemškim podmorniškim volčjim tropom uspelo prekiniti britanske pomorske povezave. Eden ključnih razlogov, zakaj Britanci niso bili poraženi v bitki za Atlantik,  je bila sposobnost dešifriranja nemške mornariške Enigme. Pri tem so Britanci veliko pridobili z zajetjem nemških ladij, opremljenih z Enigmo. Vendar so bile osnovne metode za razbijanje teh šifer razvite že prej – in sicer s strani poljskega Šifrirnega urada. Če bi Britanija kapitulirala pod pritiskom Hitlerjeve vojske, bi bile ZDA prikrajšane za ključno oporišče za svoje kasnejše operacije v Evropi in Severni Afriki.
Teden dni po srečanju v Piriju, 1. avgusta 1939, je Dillwyn Knox poslal pismo, v katerem se je Poljakom v poljščini zahvalil »za sodelovanje in potrpežljivost.« Pismu je priložil majhne papirnate palice in šal s podobo konjske dirke v Derbyju. To darilo je simboliziralo kriptološko dirko, ki jo je Knox želel dobiti z uporabo teh palic in katere poraz je hrabro priznal.:60
5. septembra 1939, ko je postalo očitno, da Poljska verjetno ne bo ustavila tedanje nemške invazije, je BS-4 prejel ukaz, da uniči del svojih dokumentov in evakuira ključno osebje.:70

## Urad v tujini
Med nemško invazijo na Poljsko septembra 1939 so ključno osebje Šifrirnega urada evakuirali proti jugovzhodu in – potem ko so Sovjeti 17. septembra napadli vzhodno Poljsko – v Romunijo, na poti pa so uničili njihovo kriptološko opremo in dokumentacijo. Sčasoma so prečkali Jugoslavijo in še vedno nevtralno Italijo ter dosegli Francijo. Nekaj osebja Nemškega oddelka Šifrirnega urada, ki je delalo z Enigmo, in večina delavcev v radijski družbi AVA, ki je zgradila dvojnike Enigme in kriptološko opremo za nemški del, je ostalo na Poljskem. Nekatere je zasliševal Gestapo, a nihče ni izdal skrivnosti poljskega mojstrstva dešifriranja Enigme.:211–216 V postaji PC Bruno blizu Pariza so Poljaki 20. oktobra 1939 nadaljevali z delom na nemških šifrah Enigme v tesnem sodelovanju z britansko Vladno šolo za kodiranje in šifriranje v Bletchley Parku.:69–94, 104–111
Zaradi varnosti so zavezniške kriptološke službe svoja sporočila pred pošiljanjem po liniji teleprinterja šifrirale z uporabo dvojnikov Enigme. Henri Braquenié je pogosto zaključeval sporočila s »Heil Hitler!«.:70–87 Še decembra 1939, ko je podpolkovnik Gwido Langer v spremstvu stotnika Braqueniéja obiskal London in Bletchley Park, so Britanci zahtevali, da jim predajo poljske kriptologe. Langer pa je zavzel stališče, da mora poljska ekipa ostati tam, kjer se oblikujejo poljske oborožene sile – na francoskih tleh.:99, 102 Matematiki bi dejansko lahko prispeli v Britanijo veliko prej – in veliko udobneje – kot so sčasoma; toda septembra 1939, ko so šli na britansko veleposlaništvo v Bukarešti v Romuniji, jih je prezaposleni britanski diplomat zavrnil.:79
Januarja 1940 je britanski kriptoanalitik Alan Turing preživel več dni v PC Brunu in se posvetoval s poljskimi kolegi. Poljakom je prinesel celoten komplet listov Zygalskega, ki jih je v Bletchley Parku izdelal John Jeffreys z uporabo informacij, posredovanih s Poljske. 17. januarja 1940 so Poljaki prvič vdrli v promet Enigme med vojno – od 28. oktobra 1939.:84, 94, opomba 8
V tem obdobju, do kapitulacije Francije junija 1940, so skupno 83 odstotkov najdenih ključev Enigme rešili v Bletchley Parku, preostalih 17 odstotkov pa v PC Bruno. Rejewski je komentiral:
Kako bi lahko bilo drugače, ko pa smo bili trije [poljski kriptologi] in [bilo je] vsaj nekaj sto britanskih kriptologov, saj je v Bletchleyju delalo približno 10.000 ljudi ... Poleg tega je bila obnovitev ključev odvisna tudi od količine prestreženega šifrirnega materiala in ta količina je bila veliko večja na britanski strani kot na francoski. Nazadnje, v Franciji (v nasprotju z delom na Poljskem) sami nismo le iskali dnevnih ključev, ampak smo po najdbi ključa tudi brali sporočila. ... Človek se lahko samo čudi, da so imeli Poljaki kar 17 odstotkov ključev, ki se lahko pripišejo njim.:102
Medzavezniško kriptološko sodelovanje je preprečilo podvajanje prizadevanj in olajšalo odkritja. Pred začetkom spopadov na Norveškem aprila 1940 je poljsko-francoska ekipa rešila neobičajno težko tričrkovno kodo, ki so jo Nemci uporabljali za komunikacijo z lovskimi in bombniškimi eskadriljami ter za izmenjavo meteoroloških podatkov med letali in kopnim.:87 Koda se je prvič pojavila decembra 1939, vendar so bili poljski kriptologi preveč zaposleni z Enigmo, da bi ji namenili veliko pozornosti.:87 Z bližajočim se nemškim napadom na zahodu pa je razbijanje kod nemškega vojnega letalstva postajalo vse bolj nujno. Sled izmuzljive kode (katere sistem črk se je spreminjal vsakih 24 ur) je vodila nazaj do Enigme. Prvi namig je prišel od Britancev, ki so opazili, da se črke kode ne spreminjajo naključno. Če se je A spremenil v P, je bil drugje P nadomeščen z A. Britanci niso naredili več napredka, toda Poljaki so ugotovili, da se kaže Enigmino načelo izključljivosti, ki so ga odkrili leta 1932. Malomarnost Nemcev je pomenila, da so lahko tedaj Poljaki, ko so po polnoči rešili Enigmino dnevno nastavitev, brez nadaljnjega truda prebrali tudi signale nemškega vojnega letalstva.:87–88
Nemci so tik pred začetkom ofenzive 10. maja 1940 na zahodu, ki naj bi poteptala Belgijo, Luksemburg in Nizozemsko na poti proti Franciji, ponovno spremenili svoj postopek šifriranja ključev sporočil, zaradi česar so bili listi Zygalskega »popolnoma neuporabni«,:243:269–270 in tako začasno premagali skupne britansko-poljske kriptološke napade na Enigmo. Gustave Bertrand je dejal: »Za premagovanje te nove težave so bili potrebni nadčloveški napori dan in noč: 20. maja se je dešifriranje nadaljevalo.«
Po kapitulaciji Francije junija 1940 so Poljake evakuirali v Alžirijo. 1. oktobra 1940 so pod pokroviteljstvom Gustava Bertranda nadaljevali z delom v tajnem obveščevalnem središču Cadix blizu Uzèsa v neokupirani južni Vichyjski Franciji.:112–118
Nekaj več kot dve leti kasneje, 8. novembra 1942, je Bertrand od BBC izvedel, da so se zavezniki izkrcali v Francoski Severni Afriki (»operacija Bakla«). Ker je vedel, da nameravajo Nemci v takem primeru zasesti Vichyjsko Francijo, je 9. novembra evakuiral Cadix. Dva dni pozneje, 11. novembra, so Nemci res vkorakali v južno Francijo in 12. novembra zjutraj zasedli Cadix.:139
V dveh letih od svoje ustanovitve oktobra 1940 je Cadix dešifriral na tisoče sporočil Wehrmachta, SS in Gestapa, ki niso izvirala samo s francoskega ozemlja, ampak iz vse Evrope, kar je zagotovilo neprecenljive obveščevalne podatke zavezniškim poveljstvom in odporniškim gibanjem.:139–140 Cadix je prav tako dešifriral na tisoče sovjetskih sporočil.:116
Po odhodu iz Cadixa se je poljsko osebje izognilo okupacijski italijanski varnostni policiji in nemškemu Gestapu ter skušalo pobegniti iz Francije preko Španije.:148–151 Jerzy Witold Różycki, Jan Józef Graliński in Piotr Smoleński so umrli 9. januarja 1942, ko se je v Sredozemskem morju potopila francoska potniška ladja Lamoricière, s katero so se vračali v južno Francijo iz službe v Alžiriji.:148–151
Marian Rejewski in Henryk Zygalski sta z vodnikom (ki ju je oropal z orožjem) pešačila čez Pireneje do španske meje, kjer so ju 30. januarja 1943 aretirali .:150–151 Španci so ju zaprli za tri mesece preden so ju 4. maja 1943 izpustili po intervenciji Rdečega križa.:154 Nato se jima je po krožni poti kopno, morje in zrak uspelo pridružiti poljskim oboroženim silam v Britaniji.:205–207 Sprejeli so ju v poljsko vojsko kot zasebnika (na koncu so ju povišali v poročnika) in ju poslali v službo razbijanja nemških ročnih šifer SS in SD v poljskem signalnem objektu v Boxmooru. Ker sta bili v okupirani Franciji, se je Britancem zdelo preveč tvegano, da bi ju povabili na delo v Bletchley Park.:148–155, 205–209
Končno je s koncem kriptološkega dela obeh matematikov ob koncu druge svetovne vojne prenehal obstajati Šifrirni urad. Skoraj od svojega začetka leta 1931 do konca vojne leta 1945 je bil Urad, včasih vključen v agregate pod kriptonimoma (PC Bruno in Cadix), v bistvu ista agencija, z večino istega jedrnega osebja, ki je opravljalo skoraj enake naloge. Sedaj je prenehal z delom. Niti Rejewski niti Zygalski nista več delala kot kriptologa.:224 Konec leta 1946 se je Rejewski vrnil k svoji družini v opustošeno in politično spremenjeno Poljsko, kjer je živel še 33 let do svoje smrti februarja 1980.:224–226 Zygalski je do svoje smrti avgusta 1978 ostal v Angliji.:224

## Skrivnost ohranjena
Rejewski in Zygalski sta se kljub težavam odrezala bolje kot nekateri njuni kolegi. Cadixova poljska vojaška poveljnika, Langer in Ciężki, so prav tako ujeli Nemci, ko sta poskušala pobegniti iz Francije v Španijo v noči z 10. na 11. marec 1943 – skupaj s tremi drugimi Poljaki: Antonijem Palluthom, Edwardom Fokczyńskim in Kazimierzom Gaco.:156, 220, opomba 4 Prva dva sta postala vojna ujetnika; druge tri so poslali kot suženjske delavce v Nemčijo, kjer sta Palluth in Fokczyński umrla.:156 Kljub različno grozljivim okoliščinam, v katerih so jih pridržali, nobeden od njih – poudarja Stefan Mayer – ni izdal skrivnosti dešifriranja Enigme, kar je zaveznikom omogočilo, da še naprej izkoriščajo ta vitalni vir obveščevalnih podatkov.:220
Pred vojno je bil Palluth, predavatelj na tajnem tečaju kriptologije na Univerzi v Poznanju leta 1929, solastnik radijske družbe AVA, ki je izdelovalo opremo za Šifrirni urad, in je poznal veliko podrobnosti o tehnologiji dešifriranja.:26, 212 V Varšavi, pod nemško okupacijo, so druge delavce Šifrirnega urada zasliševale nemške obveščevalne komisije, nekaterim delavcem AVA pa so pristopili nemški agenti, vendar so vsi molčali o kompromisih do Enigme.:212–216

## V popularni kulturi
Leta 1967 je poljski vojaški zgodovinar Władysław Kozaczuk v svoji knjigi Bitka za skrivnost (Bitwa o tajemnice) prvič razkril, da so nemško Enigmo pred drugo svetovno vojno razbili poljski kriptologi. Kozaczukovo razkritje je prišlo sedem let preden je knjiga Skrivnost Ultre (The Ultra Secret, 1974) Fredericka Williama Winterbothama spremenila konvencionalne poglede na zgodovino vojne.:xi
Poljski film Skrivnost Enigme (Sekret Enigmy) iz leta 1979 je na splošno pošten, čeprav površen opis zgodbe Šifrirnega urada. Dvaindvajset let kasneje so hollywoodski film Enigma iz leta 2001 kritizirali zaradi številnih zgodovinskih netočnosti, vključno z opustitvijo poljskega temeljnega dela na področju dešifriranja Enigme.